# Reixeta

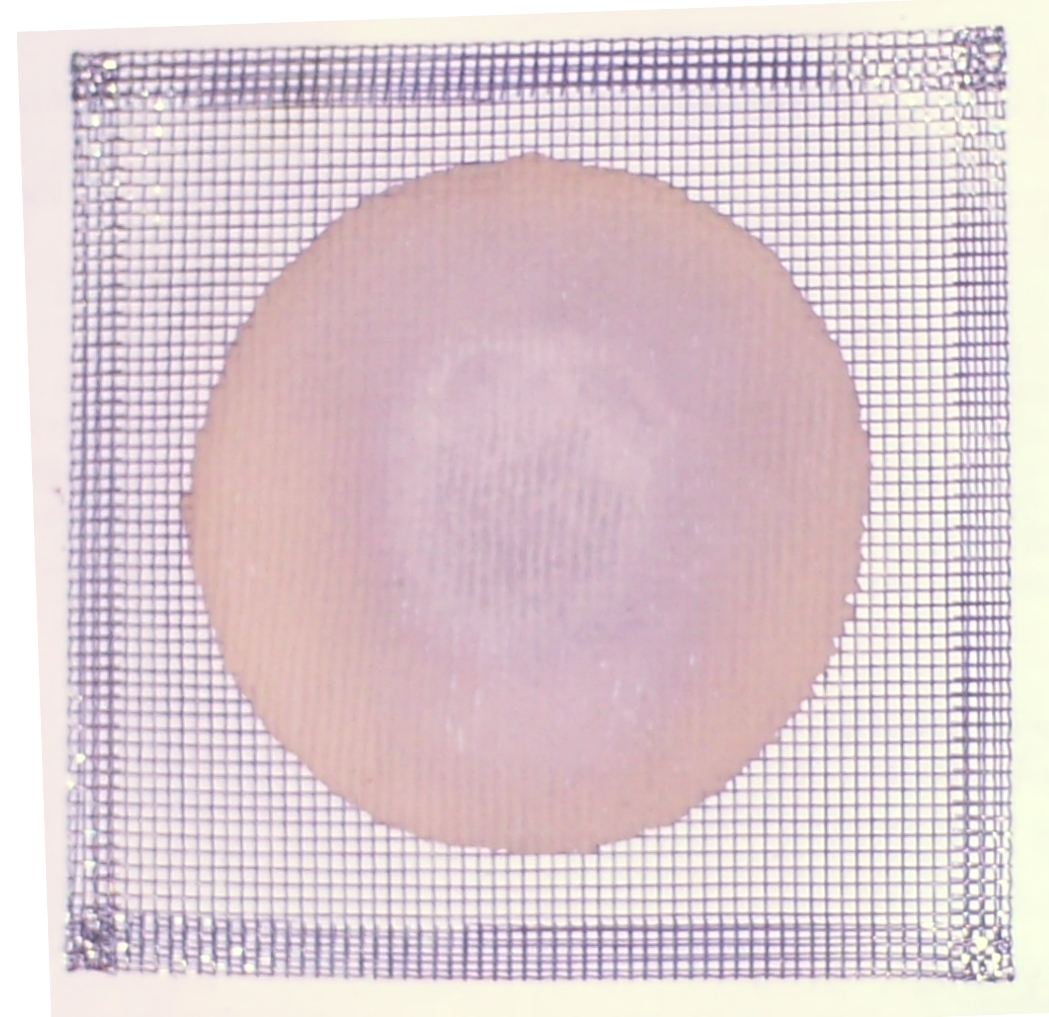
Reixeta

Una reixeta és una xarxa metàl·lica petita amb un cercle central de material ceràmic, que s'empra als laboratoris per repartir la calor, provinent d'un bec Bunsen, de manera uniforme sota la base d'un recipient amb un contingut que hom ha d'escalfar. La reixeta es col·loca damunt un trespeus de laboratori o damunt un anell com a suport dels recipients amb l'objectiu de repartir la calor per tota la base del recipient.
Les reixetes es fabricaven amb amiant, ja que és una material que es presenta en forma de fibres que facilitaven la seva adherència a la xarxa metàl·lica. Actualment l'amiant s'ha substituït per una placa de ceràmica a causa de la perillositat de l'amiant.

## Altres sentits
L'altre sentit principal és en referència a mobles, com ara els seients i respatllers de cadires i sofàs fets del que se'n diu "reixeta", un teixit de canya o altre material natural que forma una malla amb espais o "forats". També hi ha altres sentits, vegeu l'Enciclopèdia Catalana o el DIEC (Diccionari de la Llengua Catalana) de l'Institut d'Estudis Catalans.